# Górka Szczęśliwicka
Górka Szczęśliwicka, także Kopiec Szczęśliwicki – sztucznie usypane wzniesienie o wysokości wierzchołka 152 m n.p.m., w parku Szczęśliwickim na Szczęśliwicach, w zachodniej części dzielnicy Ochota i najwyższy punkt wysokościowy Warszawy. Wysokość względna 44 m. Teren parku (ok. 3,5 ha) otoczony jest od zachodniej (po drugiej stronie ul. Drawskiej) strony domami przy ul. Przy Parku oraz fortem Szczęśliwice, a od wschodniej – jeziorkiem Glinianki Szczęśliwickie.
Największą atrakcją Górki jest stok narciarski (Ośrodek „Szczęśliwice”).

## Historia
Górka powstała w wyniku zwożenia tam po 1945 roku gruzów ze zniszczonej w czasie II wojny światowej Warszawy. Była jednym z czterech tego typu miejsc na terenie miasta (pozostałe to: Kopiec Powstania Warszawskiego, Kopiec Moczydłowski oraz nieistniejący kopiec u wylotu ul. Krasińskiego). Później wywożono tam również śmieci.
W latach 1967–1970 gruzowisko-śmietnisko obsypano ziemią i utworzono park Szczęśliwicki. W latach 80. istniał tu już wyciąg orczykowy, a stok był oświetlony. Górka miała wysokość względną 28 m (138,0 m n.p.m.). Było to najwyższe sztuczne wzniesienie w Warszawie.
W czerwcu 1997 roku ośrodek został wydzierżawiony na 30 lat firmie Energopol Trade SA, która „podsypała” górkę o 14 m (obecnie ma ona 152 m wysokości n.p.m.) i wybudowała wyciąg krzesełkowy. W sezonie zimowym 2005/2006 ośrodek został zamknięty w wyniku konfliktów między dzierżawcą stoku a Urzędem Miasta. W kolejnych sezonach 2006/2007 i 2007/2008 był otwierany na kilka zimowych miesięcy aż do września 2008 roku, kiedy doszło do ugody, w ramach której miasto przejęło sprzęt i budynki. Operatorem ośrodka jest Stołeczne Centrum Sportu „Aktywna Warszawa”, działające do 30 czerwca 2014 roku pod nazwą Warszawski Ośrodek Sportu i Rekreacji. W tym czasie ośrodek zmienił nazwę z Ośrodka „Całoroczny Stok Narciarski Szczęśliwice” na Ośrodek „Szczęśliwice”.

## Stok
Trasa narciarska o powierzchni 9500 m² pokryta została matą typu Dendix produkcji angielskiej, która przy zerowych i dodatnich temperaturach zraszana jest „mgłą wodną” dla zmniejszenia tarcia i polepszenia ślizgu, natomiast przy temperaturach ujemnych oraz braku lub małej ilości śniegu naśnieżana jest trzema armatkami szwedzkiej firmy „Areco” (początkowo instalację sztucznego naśnieżania zainstalowała w 1999 roku firma Elster Sp. z o.o. z Nowego Sącza).
Przewyższenie (różnica wysokości) stoku wynosi 44 m, co przy jego długości ok. 227 m daje średnie nachylenie 19% (11°), co z kolei kwalifikuje trasę jako niebieską (łatwą). Maksymalne nachylenie wynosi 17°. W dolnej części stoku wydzielono oślą łączkę o długości ok. 60 m.
Ośrodek „Szczęśliwice” jest jednym z 3 całorocznych ośrodków narciarskich w Polsce, obok Całorocznego Centrum Narciarstwa MaltaSki w Poznaniu oraz Dolomitów – Sportowej Doliny, Całorocznego Centrum Narciarsko-Snowboardowego w Bytomiu.

## Wyciągi
- wyciąg krzesełkowy TS-2 firmy Tatralift o wydajności przewozowej 1200 os/h (w zimie) i 782 os/h (w lecie) oraz prędkości maksymalnej 2,3 m/s (w zimie) i 1,5 m/s (w lecie). Liczba krzesełek 33, prędkość przejazdu 36 km/h, długość wyciągu – 224 m, czas przejazdu w zimie 1,7 minuty, w lecie – 2,5 minuty;
- wyciąg talerzykowy FNV firmy Tatralift o wydajności przewozowej 700 os/h (w zimie i w lecie), najwyższa dozwolona prędkość 2 m/s, liczba talerzyków – 42, długość wyciągu – 215 m, czas przejazdu – 1,8 min.

## Infrastruktura

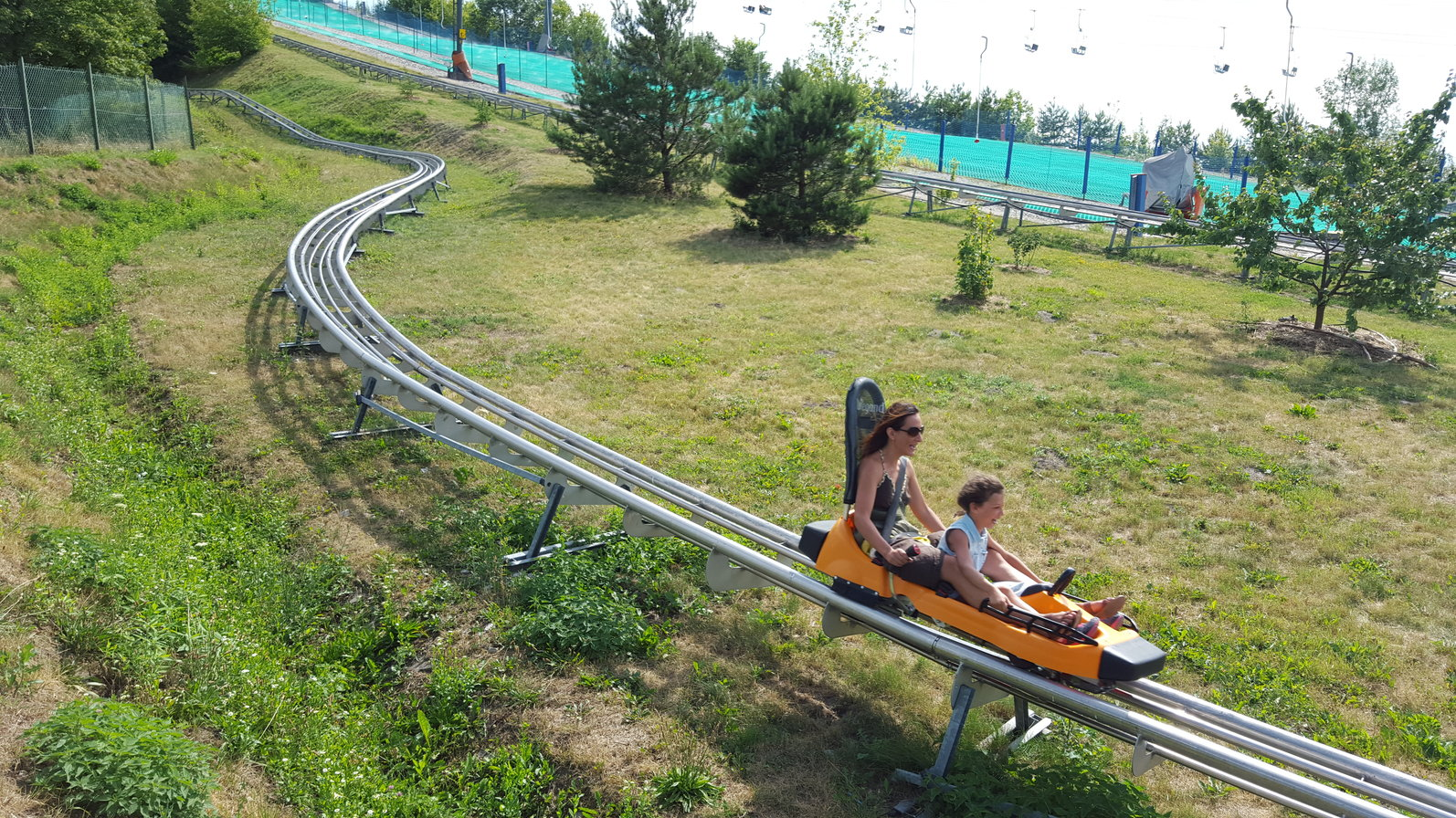
Kolejka grawitacyjna

- kolejka grawitacyjna „Alpine Coaster” firmy Wiegand o długości 715 m (długość toru wciągowego 216 m, długość toru zjazdowego – 499 m) i średniej szybkości zjazdu 36 km/h. Liczba dwuosobowych wózków – 32
- taras widokowy u podnóża stoku o powierzchni 900 m²
- wypożyczalnia nart i desek snowboardowych
- restauracja i ciastkarnio-lodziarnia